# Pequeri
Pequeri är en kommun i Brasilien.   Den ligger i delstaten Minas Gerais, i den sydöstra delen av landet, 800 km sydost om huvudstaden Brasília. Antalet invånare är 3 165.
Omgivningarna runt Pequeri är huvudsakligen savann. Runt Pequeri är det ganska glesbefolkat, med 43 invånare per kvadratkilometer.